# فولفغانغ زاكس
فولفغانغ زاكس (بالألمانية: Wolfgang Sachs)‏ هو أكاديمي واقتصادي ألماني، ولد في 25 نوفمبر 1946 في ميونخ في ألمانيا.